# 水谷宏
水谷 宏（みずたに ひろし、1946年4月11日 - ）は、三重県一志郡美杉村出身の元プロ野球選手（投手）。右投右打。戸籍姓は新垣（にいがき）。引退後は打撃投手を28年間務めた。

## 来歴・人物
三重高等学校では創部2年目の野球部に入部し、1963年、2年生夏に投手として三重大会決勝まで進むが相可高に敗退。翌1964年の夏は県大会準々決勝で四日市高に敗れ、甲子園には届かなかった。
卒業後は全鐘紡に進み、1968年の日本産業対抗野球大会では藤原真との二本柱で優勝する。同年のドラフト1位で近鉄バファローズに指名され入団。ドラフト同期には藤原をはじめ星野仙一、田淵幸一、山本浩司、福本豊、有藤通世らがいる。
入団当初は本格派投手でストレートとカーブを武器にしていた。1年目の1969年から一軍に定着し24試合に登板、5月には先発にも起用されるが結果を出せなかった。その後も思ったような活躍ができず、4年目にサイドスローに転向しシンカーを習得した。5年目となる1973年には開幕前に退団しようとしたが、コーチの中原宏に説得されて残留を決意する。その後は主に中継ぎで清俊彦に次ぐチーム2位の41試合に登板、10月13日の最終戦では先発しロッテオリオンズを7回2失点に抑えて 勝利投手となる。同年は5勝を記録し翌1974年にも29試合に登板するが、その後は勝星に恵まれず登板機会も漸減して1978年限りで現役引退した。
引退後、西本幸雄監督から「打撃投手をやってくれないか」と要請され、梨田昌孝、佐々木恭介、大石大二郎、中村紀洋ら「いてまえ打線」を陰からサポートした。水谷が打撃投手として抜擢された理由は彼の投球フォームがサイドスローで、山田久志、金城基泰、高橋直樹といった当時ライバル球団に多くいたサイドスロー・アンダースロー投手対策だったためだという。
2006年、オリックス・バファローズの秋季キャンプをもって打撃投手を還暦で引退した。
のちに関西メディカルスポーツ学院の臨時投手コーチを務めた。

### 打撃投手として
- 打撃投手として、1日150球で年間約4万球投げていた（28年とすると112万球になる）。選手からは「みずさん」の愛称で父のように親しまれ、60歳の定年になるまで打撃投手を務めた。もちろん球界最年長であった。
- 長くつとめられた秘訣は節制であると語り、筋肉の退化を抑えるため好きな酒も控えて日夜トレーニングに励んでいた。
- スコアラーも兼任しており、試合が始まるとジャージに着替え試合を観戦していた。

## 詳細情報

### 年度別投手成績
| 年 度     | 球 団     | 登 板 | 先 発 | 完 投 | 完 封 | 無 四 球 | 勝 利 | 敗 戦 | セ 丨 ブ | ホ 丨 ル ド | 勝 率 | 打 者 | 投 球 回 | 被 安 打 | 被 本 塁 打 | 与 四 球 | 敬 遠 | 与 死 球 | 奪 三 振 | 暴 投 | ボ 丨 ク | 失 点 | 自 責 点 | 防 御 率 | W H I P |
| --------- | --------- | ----- | ----- | ----- | ----- | -------- | ----- | ----- | -------- | ----------- | ----- | ----- | -------- | -------- | ----------- | -------- | ----- | -------- | -------- | ----- | -------- | ----- | -------- | -------- | ------- |
| 1969      | 近鉄      | 24    | 2     | 0     | 0     | 0        | 0     | 1     | --       | --          | .000  | 149   | 35.0     | 40       | 2           | 5        | 0     | 1        | 12       | 0     | 0        | 18    | 16       | 4.11     | 1.29    |
| 1970      | 近鉄      | 1     | 1     | 0     | 0     | 0        | 0     | 1     | --       | --          | .000  | 6     | 1.0      | 0        | 0           | 3        | 0     | 0        | 0        | 0     | 0        | 2     | 1        | 9.00     | 3.00    |
| 1972      | 近鉄      | 10    | 1     | 0     | 0     | 0        | 0     | 2     | --       | --          | .000  | 61    | 15.0     | 15       | 2           | 4        | 1     | 0        | 2        | 0     | 0        | 8     | 6        | 3.60     | 1.27    |
| 1973      | 近鉄      | 41    | 2     | 0     | 0     | 0        | 5     | 2     | --       | --          | .714  | 335   | 82.0     | 71       | 10          | 29       | 1     | 3        | 35       | 0     | 0        | 34    | 31       | 3.40     | 1.22    |
| 1974      | 近鉄      | 29    | 4     | 0     | 0     | 0        | 0     | 4     | 0        | --          | .000  | 235   | 57.0     | 58       | 8           | 11       | 1     | 2        | 26       | 0     | 0        | 27    | 24       | 3.79     | 1.21    |
| 1976      | 近鉄      | 8     | 0     | 0     | 0     | 0        | 0     | 2     | 0        | --          | .000  | 78    | 19.0     | 22       | 3           | 2        | 0     | 1        | 5        | 0     | 0        | 12    | 9        | 4.26     | 1.26    |
| 1978      | 近鉄      | 3     | 0     | 0     | 0     | 0        | 0     | 0     | 0        | --          | ----  | 15    | 4.1      | 3        | 2           | 0        | 0     | 0        | 2        | 0     | 0        | 3     | 3        | 6.75     | 0.69    |
| 通算：7年 | 通算：7年 | 116   | 10    | 0     | 0     | 0        | 5     | 12    | 0        | --          | .294  | 879   | 213.1    | 209      | 27          | 54       | 3     | 7        | 82       | 0     | 0        | 104   | 90       | 3.80     | 1.23    |

### 背番号
- 31 （1969年 - 1978年）
- 83 （1979年 - 1985年）
- 93 （1986年 - 1990年）
- 103 （1991年 - 2006年）

## 関連情報

### 出演
- クイズ!紳助くん （朝日放送） - なにわ突撃隊が打撃投手の水谷を密着した。